# Проезд Карамзина
Прое́зд Карамзина́ — проезд в Юго-Западном административном округе города Москвы на территории района Ясенево. Проходит, изгибаясь под углом 90°, от Голубинской улицы до улицы Инессы Арманд. Нумерация домов ведётся от Голубинской улицы.

## История
Название дано 11 октября 1978 года в честь известного русского историка, писателя и публициста Николая Михайловича Карамзина.
Мемориальная доска не сохранилась.
Проезд был застроен в 1979—1980 годах.
В 1985—2020 годах  существовала троллейбусная линия.
Первоначально (согласно Решению Исполнительного комитета Московского городского Совета народных депутатов от 11 октября 1978 года № 3212) планировался на участке проектируемый проезд № 5420 (Голубинская улица) — проектируемый проезд № 5421 (Соловьиный проезд), от постройки которого отказались.

## Здания
По нечётной стороне:
- № 1 корп. 1 — многоэтажное жилое здание.
- № 1 корп. 2 — двухэтажное здание детского сада № 1456.
- № 1 корп. 3 — «Фест-Линк», торговый дом «Витория», ЖСК «Лимб».
- № 5 — многоэтажное жилое здание.
- № 7 корп. 2 — здание детского сада № 1106.
- № 9 корп. 1 — многоэтажное жилое здание. В доме жил философ Евгений Яковлев[1].
- № 9 корп. 3 — трёхэтажное здание школы № 18.
- № 13 корп. 1 — многоэтажное жилое здание. Пенсионный отдел.
- № 13 корп. 3 — здание школы № 1106.

По чётной стороне улицы зданий нет.

## Транспорт

### Автобус
- Станция метро «Тёплый Стан», далее автобусы с14, т72, 281, 912, н16.
- Станция метро «Ясенево», далее  автобусы с14, т85, 165, 262, 642, 769, 912, н16.
- Станции метро «Новоясеневская» и «Битцевский парк», далее автобус 262.